# Treppo Carnico
Treppo Carnico este o comună din provincia Udine, regiunea Friuli-Veneția Giulia, Italia, cu o populație de 607 locuitori (1 ianuarie 2018) și o suprafață de 18,74 km².

## Demografie
Treppo Carnico - evoluția demografică

|  | Graficele sunt indisponibile din cauza unor probleme tehnice. Mai multe informații se găsesc la Phabricator și la wiki-ul MediaWiki. |

Date: Recensăminte sau birourile de statistică - grafică realizată de Wikipedia